# Gentiluomo di sua santità

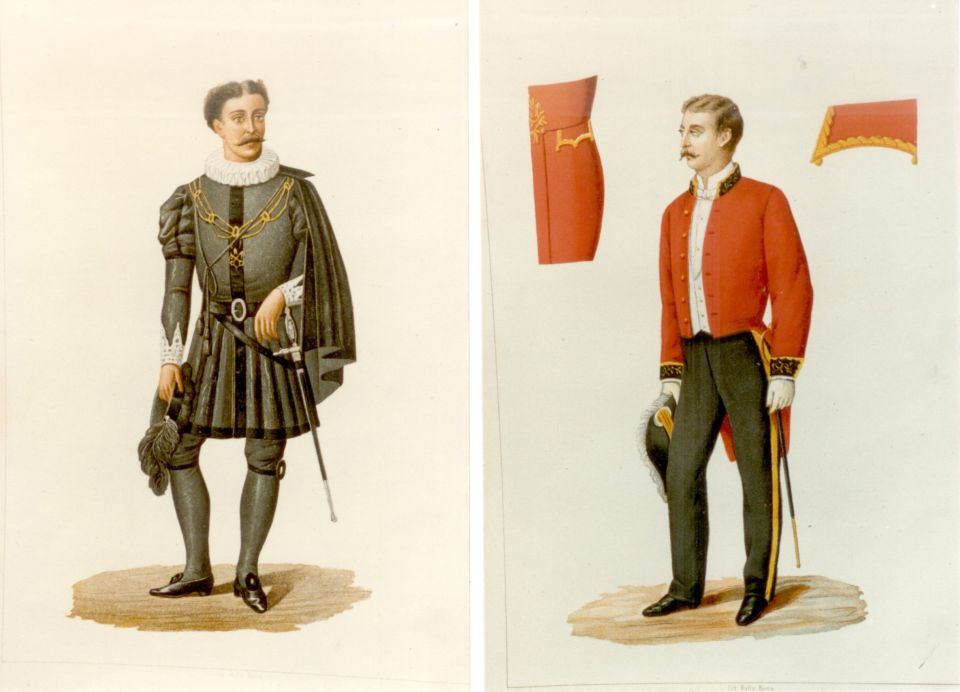
Uniforme di sala, o cerimoniale, e uniforme di gala dei camerieri segreti di cappa e spada, durante il pontificato di Pio IX.

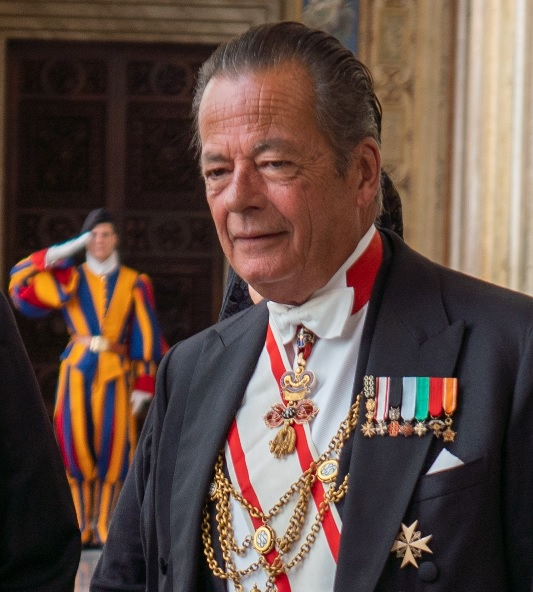
S.A.S. il Principe Mariano Hugo zu Windish-Graetz, nell'attuale uniforme di Gentiluomo di Sua Santità, in attesa dell'ospite, alla seconda Loggia del palazzo Apostolico.

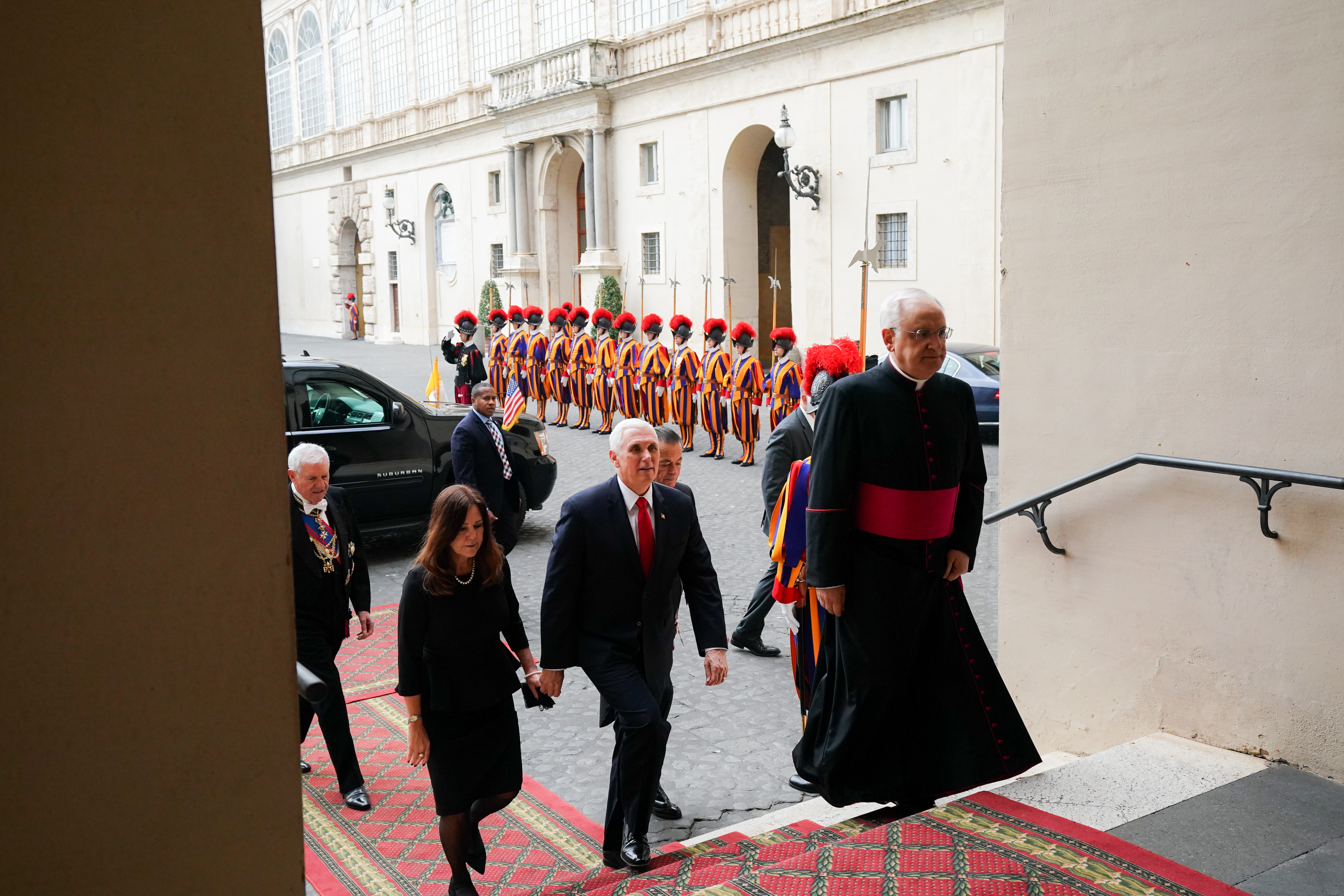
S.A.S. il Principe Mariano Hugo di Windish-Graetz e il Cav.Gr.Cr. dott. Saverio Petrillo, nella loro qualità di Gentiluomini del Pontefice, accolgono Mike Pence, Vice Presidente degli Stati Uniti d'America, al Cortile di San Damaso nel Palazzo Apostolico, per poi accompagnarlo dal Papa.

Il gentiluomo di sua santità, ufficialmente chiamato dal diritto canonico dignitario laico della famiglia pontificia, è un'alta onorificenza istituita dal papa Paolo VI con la lettera apostolica nel motu proprio del 28 marzo 1968.
In questo motu proprio il pontefice istituì i membri laici della famiglia pontificia con l'appellativo di gentiluomini di sua santità, sopprimendo, nel contempo, i camerieri segreti di spada e cappa (nobili di nascita) e i camerieri d'onore di spada e cappa (eminenti personalità internazionali), a cui seguì dopo qualche anno lo scioglimento dei Corpi armati pontifici, fatta eccezione della Guardia Svizzera.
Essi sono collocati alle dipendenze dirette della Prefettura della Casa Pontificia, che ne predispone i servizi. Come membri della famiglia pontificia laica non prendono però parte al corteo papale, pur occupando un posto speciale nell'assistenza ai sacri riti. Il loro compito principale è quello di occuparsi del cerimoniale di stato e diplomatico, ovvero ricevere e accompagnare i capi di Stato e di governo, nonché gli ambasciatori, nella presentazione delle lettere credenziali. Nelle loro funzioni, si interfacciano con gli altri dignitari laici che servono il Pontefice nell'Anticamera pontificia, ovvero i Sediari pontifici e gli Addetti di Anticamera.
Indossano il frac, con il particolare panciotto nero, e come segno della loro dignità il collare d'oro con le croci di San Pietro.
Non esiste un iter prestabilito per diventare gentiluomo del papa. La nomina è di assoluta discrezione della Santa Sede. Vi appartengono principalmente personaggi che hanno acquisito benemerenze verso la Santa Sede, e anche qualche appartenente alla antica nobiltà nera.
Essere gentiluomo di Sua Santità è il più grande onore concesso dalla Santa Sede a un cattolico.
Ai gentiluomini di sua santità è concesso il titolo di "monsignore", in quanto eminente componente laica della Famiglia Pontificia, in virtù dell'equiparazione tra gli allora camerieri di spada e cappa ai prelati di mantellone .

## Ipotesi di abolizione del titolo

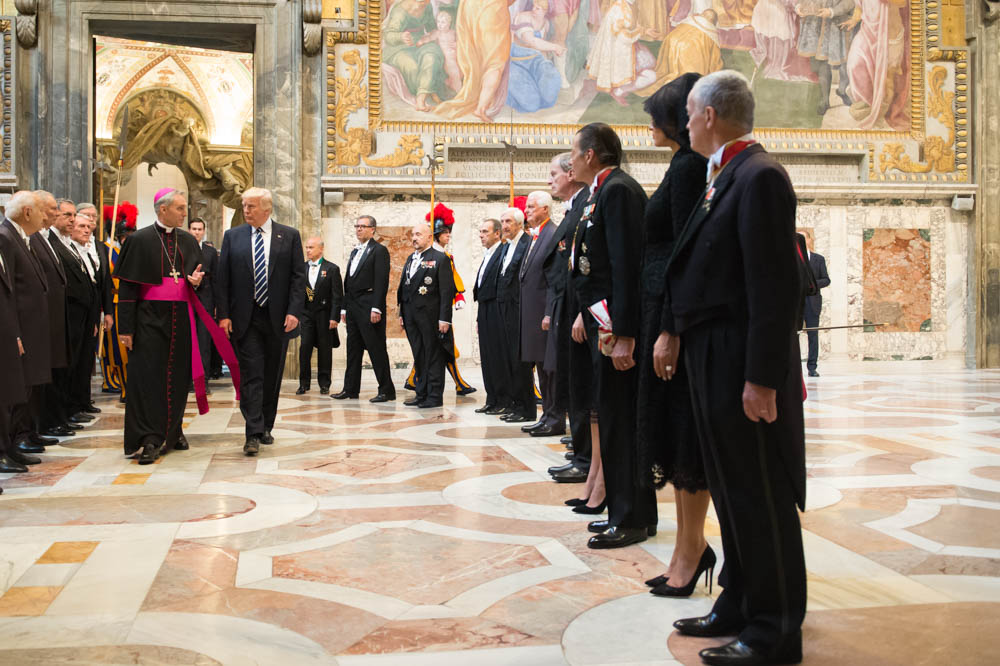
I Gentiluomini di Sua Santità, con i Sediari Pontifici e gli Addetti di Anticamera, che, insieme a loro, nella qualità di dignitari laici della Famiglia Pontificia, fanno da corona a Donald Trump, Presidente degli Stati Uniti d'America, accompagnato dall'Arcivescovo Prefetto della Casa Pontificia nella Sala Regia del Palazzo Apostolico, durante la sua visita a Papa Francesco, nel 2017.

Papa Francesco aveva manifestato la volontà di abolire il titolo di Gentiluomo di Sua Santità in quanto "arcaico e inutile". Secondo alcuni mezzi di informazione, la decisione sarebbe connessa anche ai numerosi scandali che hanno visto protagonisti dei Gentiluomini di Sua Santità. Tuttavia, tale pensiero non ha mai avuto seguito, e lo stesso pontefice ha successivamente conferito più volte il titolo.